# Железничка станица Бијело Поље
Железничка станица Бијело Поље је једна од железничких станица на прузи Београд—Бар. Налази се насељу Недакуси у општини Бијело Поље. Пруга се наставља у једном смеру ка Крушеву и у другом према Врбници. Железничка станица Бијело Поље састоји се из 9 колосека.

## Повезивање линија
- Пруга Београд—Бар